# 1637 v. Chr.
Portal Geschichte | Portal Biografien | Aktuelle Ereignisse | Jahreskalender | Tagesartikel

◄ |
18. Jahrhundert v. Chr. |
17. Jahrhundert v. Chr. |
16. Jahrhundert v. Chr. |
►

1620er v. Chr. |
1610er v. Chr. |
►

1637 v. Chr. |
1636 v. Chr. |
1635 v. Chr. |
1634 v. Chr. |
► |
►►

## Ereignisse

### Babylonien
- Mögliches 9. Regierungsjahr des Ammi-saduqa:
  - Die Venus geht am 12. Addaru unter und erscheint nach 2 Tagen wieder am 14. Addaru.
  - Venusuntergang am 20. Februar gegen 18:22 Uhr (12. Addaru: 20.–21. Februar); Sonnenuntergang gegen 17:51 Uhr.[1]
  - Venusaufgang am 23. Februar (14. Addaru: 22.–23. Februar) gegen 6:12 Uhr; Sonnenaufgang gegen 6:38 Uhr.[1]
- Mögliches 10. Regierungsjahr des Ammi-saduqa:
  - Im babylonischen Kalender fällt das babylonische Neujahr des 1. Nisannu auf den 8.–9. März[1], der Vollmond im Nisannu auf den 21.–22. März[1], der 1. Tašritu auf den 30. September–1. Oktober[1] und der 1. Araḫsamna auf den 29.–30. Oktober[1].
  - Der ausgerufene Schaltmonat Ululu II beginnt am 31. August.
  - Die Venus verschwindet im Osten am 7. Araḫsamna.
  - Venusaufgang am 5. November gegen 5:51 Uhr (7. Araḫsamna: 4.–5. November); Sonnenaufgang gegen 6:30 Uhr.[1]